# Jump (singel Rihanny)
Jump – siódmy singiel barbadoskiej piosenkarki Rihanny, pochodzący z jej siódmego albumu studyjnego Unapologetic. Singiel ten został wydany tylko w Australii. Jego premiera radiowa nastąpiła 24 stycznia 2014 roku.